# Seznam grških skladateljev
Seznam grških skladateljev.

## A
- Achilles Alferaki
- Costas Andreou
- Theodore Antoniou

## B
- Grigoris Bithikotsis (kantavtor)

## C
- Pavlos Carrer
- Jani Christou

## D
- George (Giorgos) Dalaras (pevec, kantavtor?)
- Christos Dantis
- Vasilis Dimitrou

## E
- Antiochos Evangelatos

## F
- Stelios Fotiadis

## H
- Manos Hadjidakis

## G
- Stamatis Gonidis (kantavtor)

## I
- Yannis Ioannidis

## K
- Manolis Kalomiris
- Eleni Karaindrou
- Nikos Karvelas ?
- Kassia
- Giorgos Katsaros
- Christos Nikolopoulos
- Stavros Kouyioumtzis

## L
- Manos Loïzos

## M
- Sokratis Malamas
- Nikolaos Mantzaros
- Loris Margaritis
- Thanos Mikroutsikos

## P
- Yiannis Papaioannou
- Mimis Plessas

## S
- Spyros Samaras
- Dionysis Savvopoulos
- Nikos Skalkottas

## T
- George Theodorakis
- Mikis Theodorakis (1925-2021)
- Yannis Theodoridis
- Vassilis Tsitsanis

## V
- Vangelis (Evángelos Odysséas Papathanassíou) (1943-2022)
- Marios Varvoglis

## X
- Stavros Xarhakos
- Iannis Xenakis (1922-2001) (grško-francoski)
- Nikos Xilouris

## Y
- Yanni (Yiannis Chryssomallis 1954-)

## Z
- Giorgos Zampetas